# F.222 (航空機)

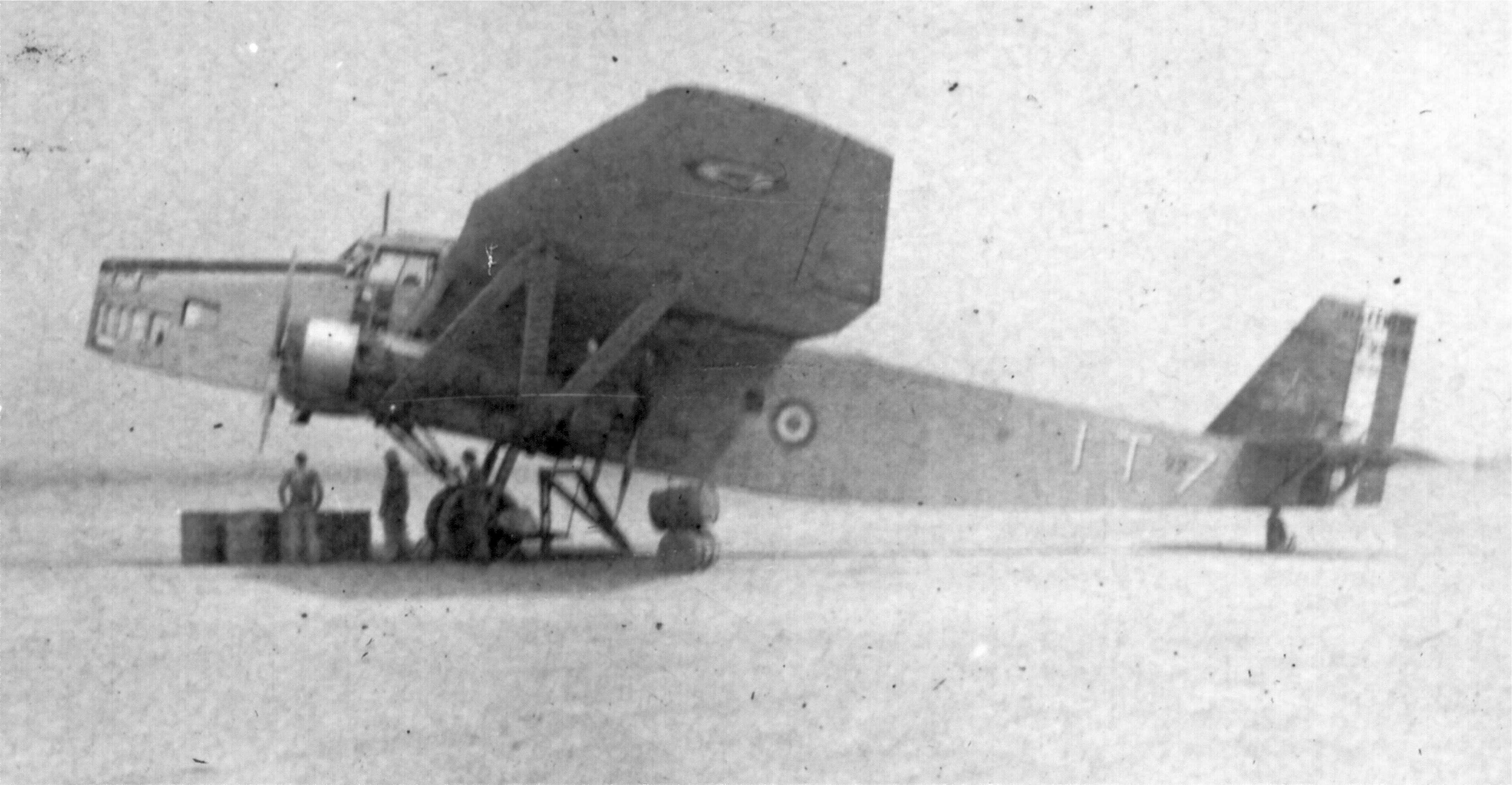
ファルマンF.222

ファルマン F.222 (Farman F.222) は、フランスのファルマン社によって開発された重爆撃機である。原型は1933年に製作されたF.221で、1937年から部隊配備が開始されたフランス初の実用4発重爆撃機だった。第二次世界大戦時においては旧式化していたが、一部の機体はドイツやイタリアに対する爆撃任務に投入された。

## 機体構造
主翼は高翼配置であり、胴体から出た支柱により支えられていた。エンジンナセルは胴体脇の短翼上にあり、これは主翼支柱の一部でもある。2基のエンジンをエンジンナセルの前後に配置し、プロペラも前後一組ずつ設置するプッシュプル方式である。主脚はエンジンナセルに引き込まれた（これが原型のF.221との一番の相違点であった）。

## スペック
- 全長：21.46 m
- 全幅：36.02 m
- 全備重量：18,675 kg
- エンジン：ノームローン14N11 970 hp×4
- 最大速度：320 km/h
- 航続距離：1,500 km
- 武装
  - 爆弾4,432kg
  - 7.5mm機銃×3